# Херолдсбах
Херолдсбах (њем. Heroldsbach) општина је у њемачкој савезној држави Баварска. Једно је од 29 општинских средишта округа Форххајм. Према процјени из 2010. у општини је живјело 5.053 становника. Посједује регионалну шифру (AGS) 9474135.

## Географски и демографски подаци
Херолдсбах се налази у савезној држави Баварска у округу Форххајм. Општина се налази на надморској висини од 280–370 метара. Површина општине износи 15,6 km². У самом мјесту је, према процјени из 2010. године, живјело 5.053 становника. Просјечна густина становништва износи 324 становника/km².

## Међународна сарадња
| Мјесто  | Држава  | Врста сарадње | Од    |
| ------- | ------- | ------------- | ----- |
| Брегуцо | Италија | партнерство   | 2000. |
| Извор   |         |               |       |